# درو جولاك
درو جولاك (مواليد 28 أبريل 1987) هو مصارع محترف أمريكي، يعمل حالياً في دبليو دبليو إي حيث يصارع في عرض راو.

## وصلات خارجية
- درو جولاك على موقع دبليو دبليو إي (الإنجليزية)
- درو جولاك على موقع CageMatch worker (الإنجليزية)
- درو جولاك على موقع قاعدة بيانات المصارعة على الإنترنت (الإنجليزية)
- درو جولاك على موقع عالم المصارعة على الإنترنت (الإنجليزية)
- درو جولاك على موقع عالم المصارعة على الإنترنت (الإنجليزية)